# Nhial Deng Nhial

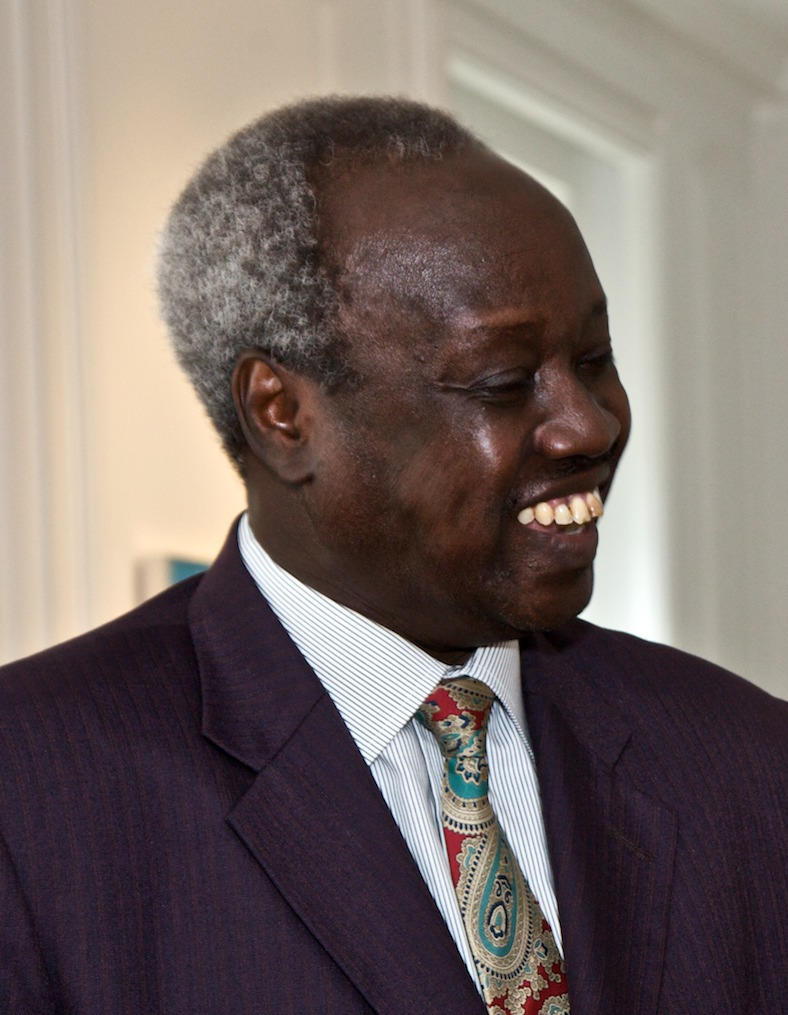
Nhial Deng Nhial (2011)

Nhial Deng Nhial (* 1. Januar 1952) ist ein südsudanesischer Politiker. Er war von August 2011 bis Juli 2013 sowie von Juli 2018 bis 2019 Außenminister seines Landes.
Nhial Deng gehört dem Volk der Dinka an und stammt aus der Region Bahr al-Ghazal. Er ist der Sohn des 1968 verstorbenen Führers William Deng Nhial, auf den in Äthiopien ein Mordanschlag verübt wurde, bevor das Addis-Abeba-Abkommen im Jahr 1972 zwischen Sudan und Südsudan unterzeichnet wurde. Sein Sohn Nhial Deng Nhial trat zunächst nicht der politischen Bewegung als Mitglied bei, sondern trat der SPLM erst 1983 direkt nach deren Gründung bei. Heute ist er Mitglied des höchsten Organs der SPLM, dem Politbüro.
Als Dinka-Stammesmitglied hatte er sein Leben der Befreiung des Südsudan gewidmet – sowohl als Mitglied des Sudan People’s Liberation Movement als auch der Sudanesischen Volksbefreiungsarmee. Er war eng mit den Persönlichkeiten und Verhandlung verbunden, die in Naivasha, Kenia stattfanden und die ein umfassendes Friedensabkommens zwischen der Republik Sudan und Südsudan im Januar 2005 aushandelten. Am 22. Dezember 2008 wurde Nhial Deng Nhial Verteidigungsminister der SPLM. Nach der Unabhängigkeit des Südsudans wurde er am 26. August 2011 zum Außenminister ernannt. Mit der Auflösung des Kabinetts im Juli 2013 durch Präsident Salva Kirr wurde er aus dem Ministeramt entlassen. Während des Bürgerkriegs war er Hauptverhandlungsführer der Regierung. Am 17. Juli 2018 wurde er als Nachfolger von Deng Alor Kuol erneut zum Außenminister ernannt. Im August 2019 wurde er aus dem Ministeramt entlassen; Nachfolgerin war Awut Deng Acuil. Im Juni 2020 ernannte Präsident Kiir ihn zum Minister für Präsidialangelegenheiten. Aus diesem Amt wurde er im April 2021 wieder entlassen; seine Nachfolge trat Barnaba Marial Benjamin an.